# Go-Szakuramacsi japán császárnő
Go-Szakuramacsi császárnő (後桜町天皇, Go-Szakuramacsi tennó) vagy II. Szakuramacsi, (1740. szeptember 23. – 1813. december 24.) volt Japán 117. uralkodója a hagyományos öröklési rend szerint. Uralkodása 1762-től 1770-ig tartott. Ő volt az eddigi utolsó japán császárnő.
Nevét az apja, Szakuramacsi császár után kapta. A go- (後) japán írásjegy szó szerint azt jelenti később, utána, de fordították „második” jelentéssel is és néhány régebbi forrásban találkozhatunk a császárnő nevével úgy, mint „II. Szakuramacsi”.
Japán történelmében Go-Szakuramacsi volt az utolsó a nyolc nő közül, aki császárnői rangot töltött be. Az őt megelőző másik hét uralkodónő Szuiko, Kógjoku (Szaimei), Dzsitó, Gemmei, Gensó, Kóken (Sótoku) és Meisó voltak.

## Származás
Mielőtt Go-Szakuramacsiként elfoglalta volna a krizantém trónt, Tosiko (智子) néven ismerték és beiktatása előtt az Isza no mija(以茶宮), később az Ake no mija (緋宮) címet viselte. Ő volt Szakuramacsi császár második lánya. Anyja Nidzsó Ieko (二条舎子), öccse Momozono császár, nővére fiatalon meghalt. A császárnő és öccse voltak az utolsó egyenes ági leszármazottjai Nakamikadó császárnak.

## Élete
Tosiko hercegnő akkor lépett trónra, miután öccse, Momozono császár, lemondott a javára. Momozono fia, Hidehito herceg (később Go-Momozono császár) csupán  ötéves  volt ekkor, így a nagynénje foglalta el a trónt, amíg ő elég idős nem lett. Uralkodásának kilencedik évében mondott le és került a trónra unokaöccse.
Go-Momozono uralkodása nem tartott sokáig, 1779-ben örökös nélkül hal meg. Ekkor a már visszavonult (daidzsó tennó) Go-Szakuramacsi igyekezett az udvarral elfogadtatni Fusimi no mija herceget, mint utódot, de végül Morohito (師仁) herceg mellett döntöttek, Kan'in no mija Szukehito (閑院宮典仁) herceg hatodik fia mellett, akit a császár főtanácsosa (kampaku) támogatott. Morohito herceg, akit a császár halotti ágyánál örökösévé fogadott, Kókaku császárként uralkodott.
Miután a trónt egy másik vérvonal vitte tovább, Go-Szakuramacsi visszavonult császárnőként, a fiatalúr (Kóken) gyámjaként tűnt fel.
1813. december 24-én, 73 évesen halt meg. Go-Szakuramacsi kamiját a császári mauzóleum (miszaszagi) őrzi, Cukinova no miszaszagi, a Szenjú-dzsi templomban, Higasijamában, Kiotó városában.

## Fordítás
Ez a szócikk részben vagy egészben  az   Empress Go-Sakuramachi című angol Wikipédia-szócikk ezen változatának fordításán alapul.  Az eredeti cikk szerkesztőit annak laptörténete sorolja fel. Ez a jelzés csupán a megfogalmazás eredetét és a szerzői jogokat jelzi, nem szolgál a cikkben szereplő információk forrásmegjelöléseként.